# Rhayader
| \| Rhayader \| |
| Rhayader       |

| Rhayader |

Rhayader (walisisch Rhaeadr Gwy, das bedeutet Wasserfall am Wye) ist ein kleines Städtchen mit 2000 Einwohnern in der Grafschaft Radnorshire in Mittelwales, Großbritannien im Tal des Flusses Wye.
Der Uhrturm im Ortszentrum war im 19. Jahrhundert eine bedeutende Station auf dem Weg von Aberystwyth nach London.

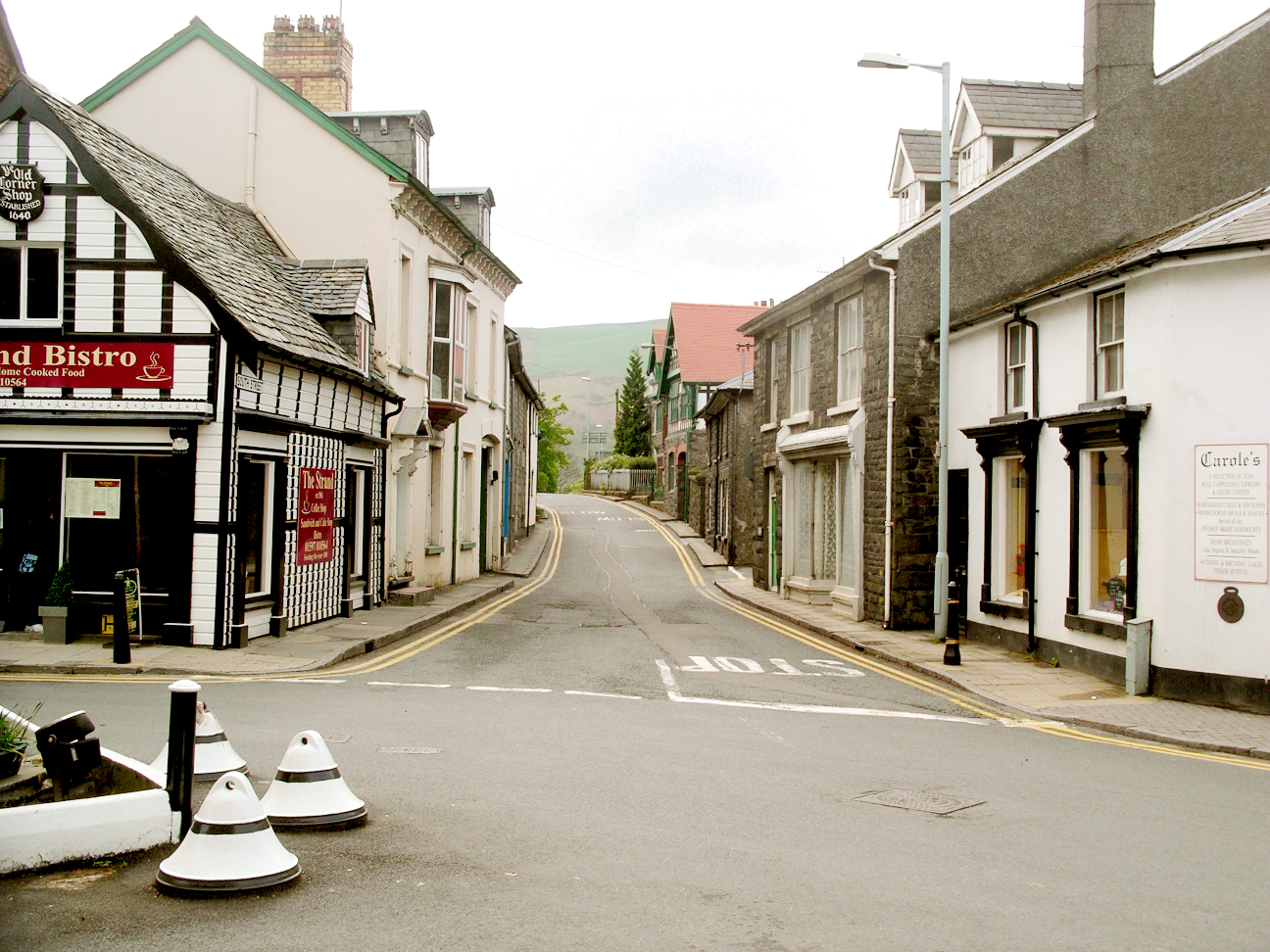
A470 in Rhayader
Uhrturm

## Geschichte
Der Ort war spätestens seit der Bronzezeit besiedelt, worauf das Kammergrab (englisch Chambered Tomb) Beddau-Folau und die Steinreihe Tre Heslog hinweisen. 1177 wurde hier von Lord Rhys of Deheubarth eine Burg errichtet, die im Weiteren stark umkämpft war und bereits 1231 niedergebrannt wurde. Die Rebecca Riots, Bauernaufstände gegen die hohen Abgaben und die fallenden Erzeugerpreise, erschütterten den Ort zwischen 1839 und 1844.

## Tourismus
Touristisch interessant ist das an der A44 und der A470 gelegene Rhayader als Ausgangspunkt für Fahrten in das landschaftlich reizvolle Elan Valley, das Tal des Flusses Elan mit Stauseen und einer abenteuerlichen einspurigen Straße nach Devil's Bridge. Am Ortsrand von Rhayader gibt es in Gingrin Farm ein landesweit einmaliges Zentrum für die hier lebenden Rotmilane.